# Renault
Renault або Renault Group — найбільший французький виробник автомобілів та автоперевізників. Це також найбільший автомобільний експортер країни, контрольований французьким урядом, і має один з найбільш впізнаваних брендів. Штаб-квартира компанії розташована в Булонь-Білланкур.
Компанія продає автомобілі під марками Alpine, Dacia і Renault.
Луї Рено разом зі своїми братами Марселем і Фернаном заснували компанію Renault Frères (Брати Рено) після того, як Луї побудував свій перший мікроавтобус у себе вдома.

## Історія

### Заснування та ранні роки (1898—1918)

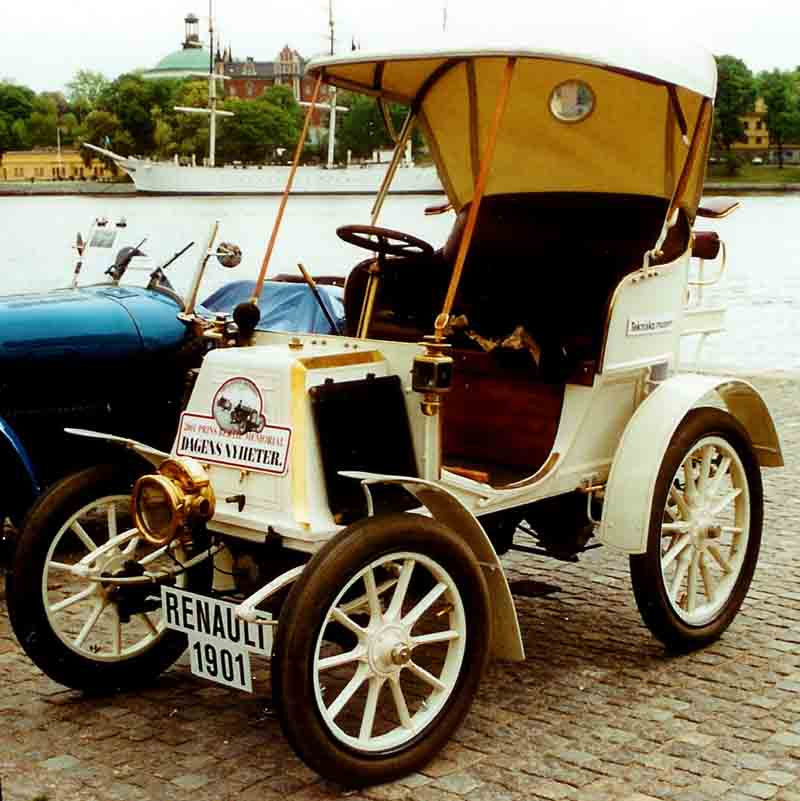
Renault Voiturette, 1901

Луї Рено цікавився механічними пристроями і мав пристрасть до їх конструювання. 24 грудня 1898, напередодні Різдва, він побився об заклад, що сконструйований ним автомобіль підніметься крутим схилом вулиці Лепік на Монмартрі. Луї виграв парі завдяки своєму винаходу — механізму з прямою передачею. Це була перша система, що з'єднувала коробку передач із механізмом приводної осі безпосередньо карданним валом. Винахід запатентовано 9 лютого 1899. Ланцюги й приводні ремені, які традиційно застосовувалися раніше, вмить застаріли. Усі тодішні виробники автомобілів намагалися запозичити цей винахід. Відтоді Луї Рено, сповнений пристрасті до винаходів та автоперегонів, був на крок попереду свого часу. Ця перемога принесла Рено 12 перших замовлень і створена ним компанія стрімко перейшла від масштабів малого виробництва до промислового.
- Фактичною датою створення компанії є 1 жовтня 1898 року. Юридичною датою — 25 лютого 1899 року, коли компанію Renault Frères зареєстровано в Булонь-Біянкурі[10].
- 1905 року завод у Біянкурі мав площу 22 000 м2, 400 верстатів і 800 робітників, які збирали близько 1 200 машин.
- До 1914 р. його площа збільшилася вдесятеро.

### Початок 20-х років та Друга світова війна

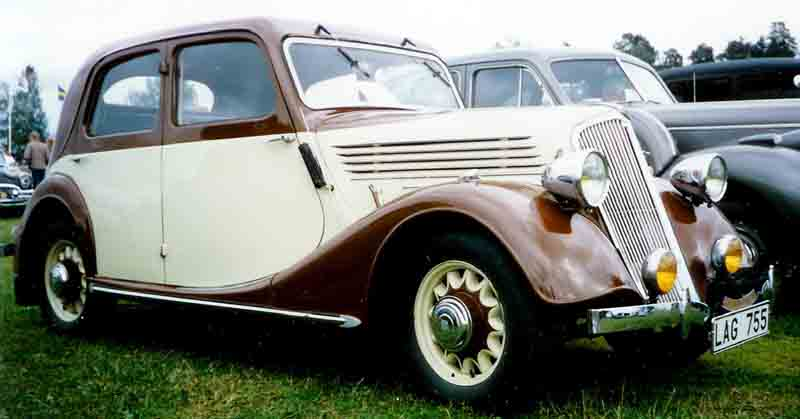
Renault Celtaquatre, 1935

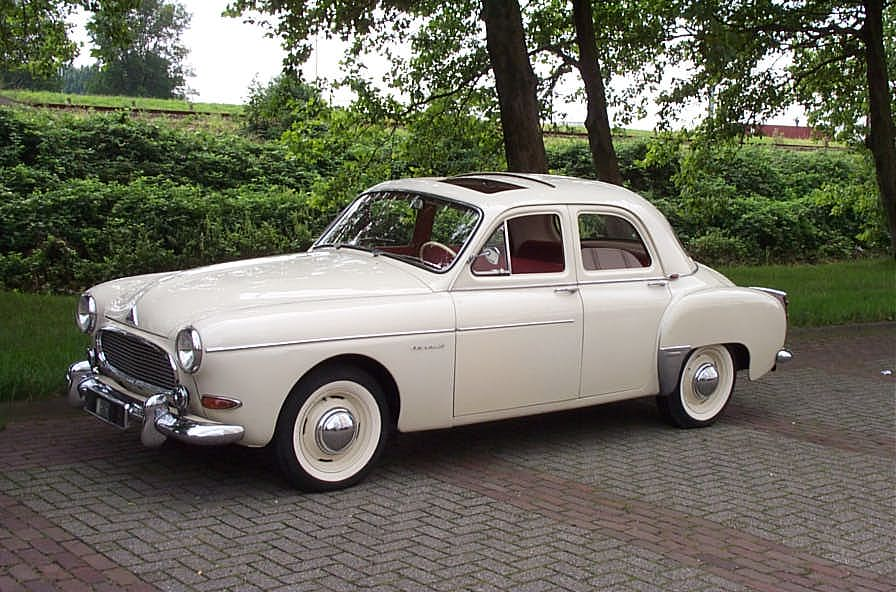
Renault Frégate, 1951

Після Першої світової війни завод постійно розвивався, адаптуючись до потреб масового виробництва.
- 1922 року встановлено першу конвеєрну лінію механічного складання.
- У 1929 модернізовано виробничу базу підприємства та вдосконалено методи виробництва.
- Наприкінці 20-х років минулого століття Рено заснував близько 30 дочірніх компаній за межами Франції й вивів бренд на ринок Французької колоніальної імперії. На підприємствах Renault випускали автомобілі преміум-класу, такі як Nervastella, Vivastella і Vivasport. Торговельна мережа значно полегшила життя покупців, розробивши низку послуг з ремонту автомобілів, а також спростивши умови придбання машин.
- У 1937 р. Рено випустив на ринок модель Juvaquatre, але її популяризації завадила війна. Компанія переживала кризу. Завод у Біянкурі бомбардували чотири рази.
- У 1945 р. Renault націоналізували і назвали Regie Renault. Реструктуризована компанія сприяла відновленню Франції. Модель 4CV, яка таємно розроблялася під час окупації, продемонструвала амбіції компанії йти в ногу з новими економічними реаліями.

### Повоєнний час (1946—1970)

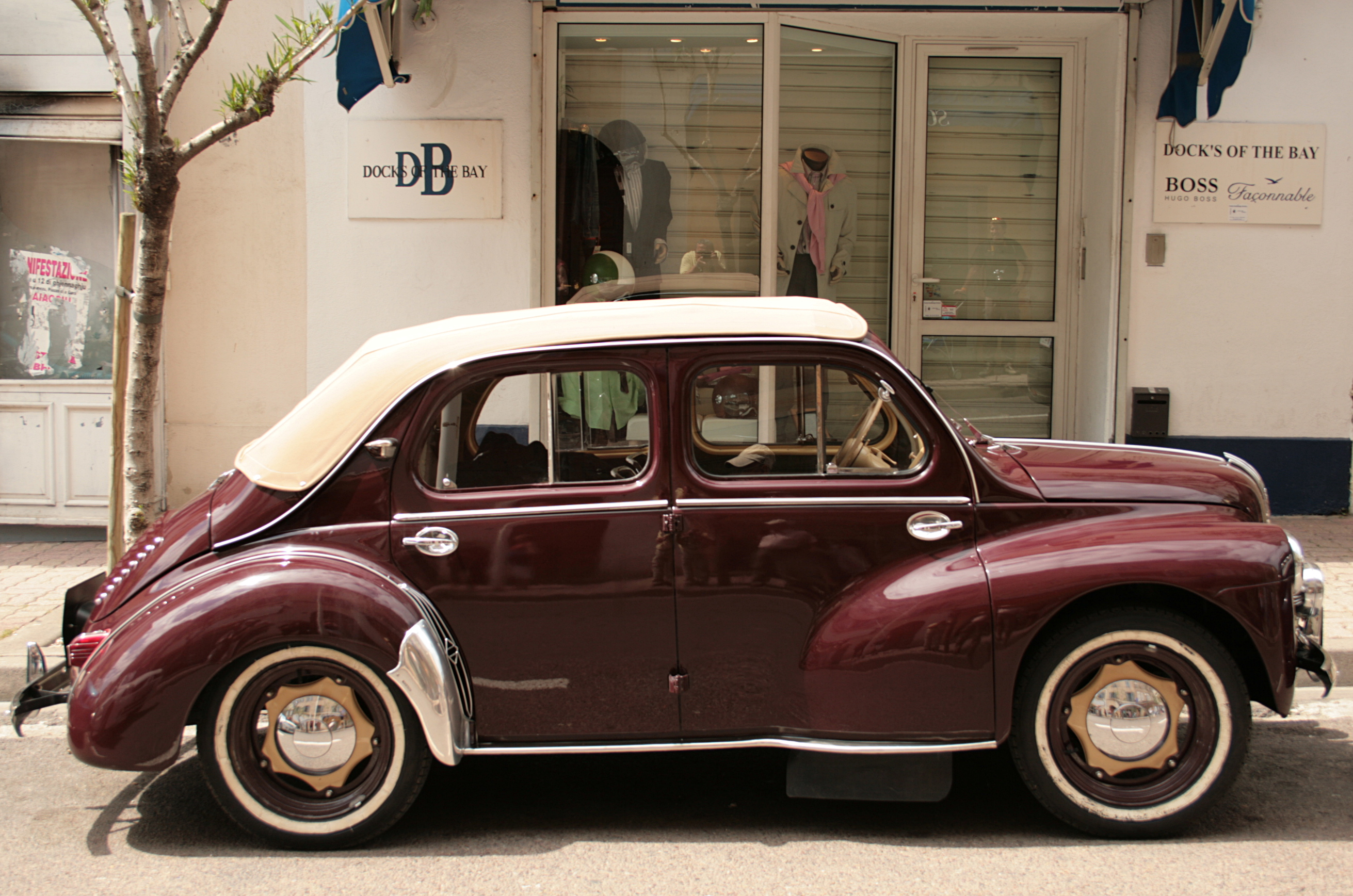
Renault 4CV, 1946

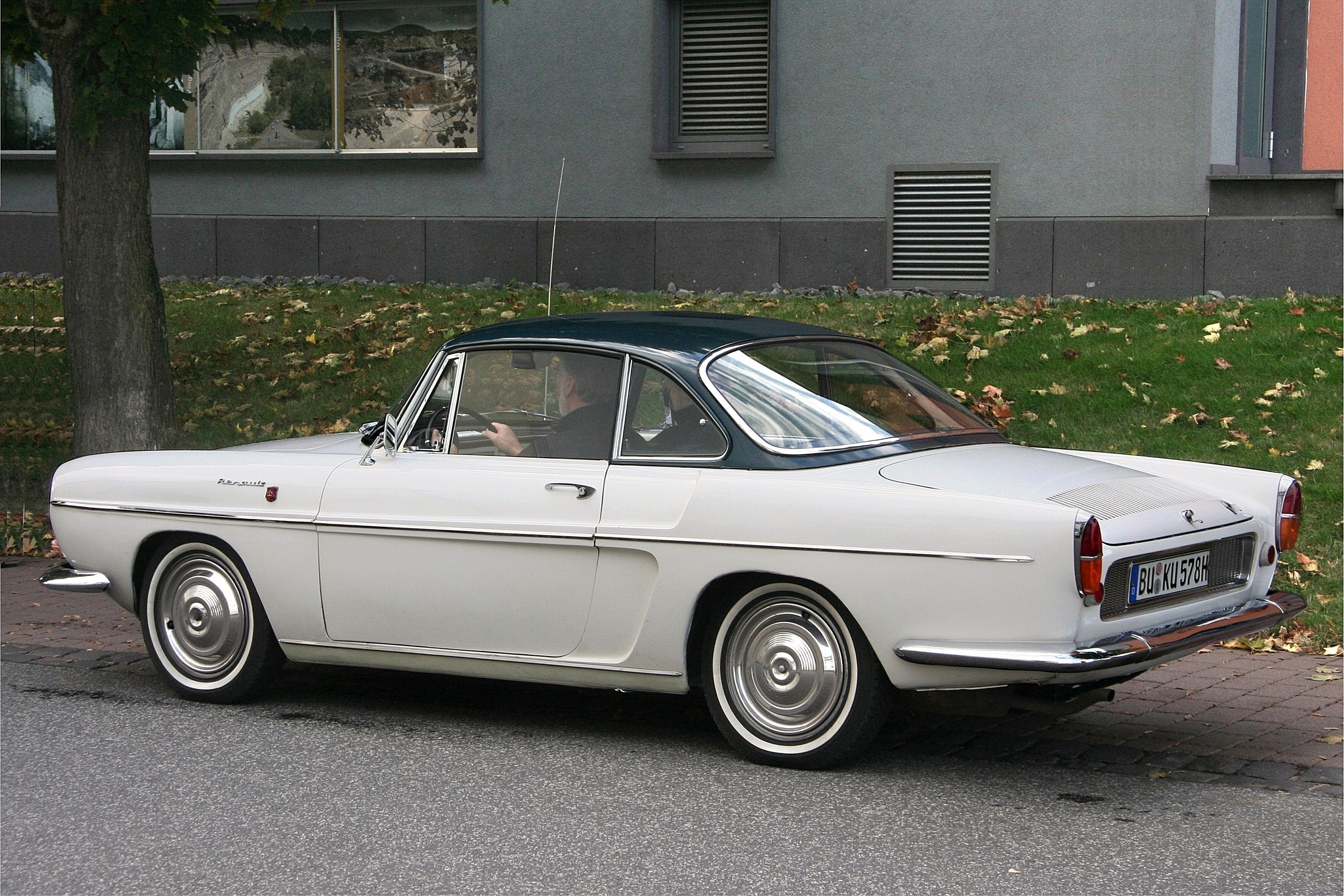
Renault Floride, 1958

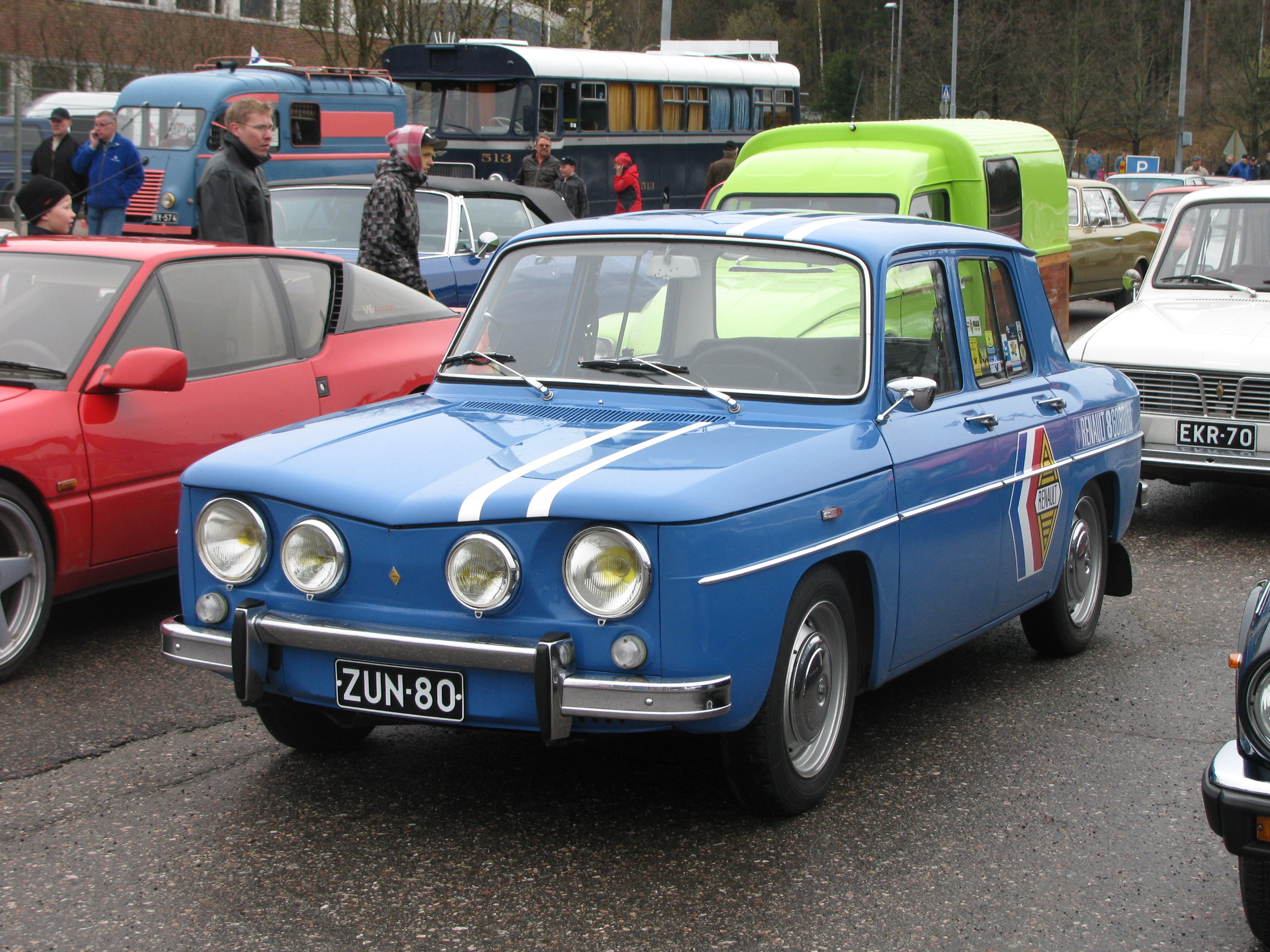
Renault R8 Gordini, 1964

Після Другої світової модель 4CV стала уособленням демократичного суспільства, в якому кожен міг стати власником автомобіля.
- У 1955 р., коли внутрішній ринок інтенсивно розвивався, керівництво вирішує експортувати кожну другу машину. Це ознаменувало початок підкорення світу брендом Renault, яке підтверджувалося ще й спортивними досягненнями.
- У 1960-х рр. модель Renault 4 стала символом покоління. Це був популярний і доступний універсальний автомобіль, який полегшував повсякденне життя людей, допомагаючи їм здійснювати мрії.
- Одночасно Renault випустила на ринок модель Estafette — мікроавтобус, що мав величезний успіх.
- У 1965 р. компанія представила модель R16 — оригінальний автомобіль з точки зору дизайну, концепції і технічних рішень.

### Від періоду розвитку до наших днів
У 1970-і роки в компанії починається період бурхливого росту: з'являються нові заводи на півночі Франції, спільні підприємства Renault і Peugeot.
- У 1972 р., зіткнувшись із жорстокою конкуренцією в Європі, компанія Renault випустила модель R5. Надзвичайно економний автомобіль з'явився дуже вчасно — напередодні паливної кризи. Модель Alpine Renault побила низку рекордів і виграла чемпіонат світу з ралі в 1973 р.
- У середині 1980-х рр. Renault розробила новий концептуальний автомобіль Espace зі слоганом «Авто для життя». Футуристичний дизайн та багатофункціональність моделі Espace започаткували новий клас автомобілів — мінівен.
- У 1988 р. компанія Renault випустила R19, що став популярним завдяки високим стандартам якості.
- У 1990 р. модель Clio підтвердила успіх малолітражних автомобілів
- У 1992 р. модель Twingo продемонструвала сміливий і творчий підхід до дизайну компанії Renault.

У серії мінівенів модель Scenic також відзначилася оригінальним дизайном. Це був перший у світі компактний сімейний мінівен, започаткований Renault.
- У 1998 р., до сторіччя від дня заснування компанії, відкрито техноцентр Renault в м. Гіянкур, а також визначено цілі на XXI століття.

Renault активно розпочинає виробництво і продаж автомобілів за межами Європи. Впроваджуючи нову міжнародну концепцію в таких країнах, як Аргентина, Туреччина і Колумбія в 1970-х і 1980-х рр., компанія продовжує стратегію розширення.
- У 1999 р. вона об'єднала зусилля з компанією Nissan. Це унікальний в автомобільній індустрії альянс, який ґрунтувався на взаємоповазі і використанні двостороннього досвіду.
- Renault викупила акції компаній Dacia і Samsung у 1999 р. і стала міжнародною мультибрендовою групою.
- У 2008 р. група Renault підписала стратегічне партнерство з російським виробником автомобілів «АвтоВАЗ».

Два роки потому альянс укладає угоду про співпрацю з концерном Daimler, ініціюючи багато спільних проектів. Група Renault розширила свою присутність у Північній Африці успішним запуском виробництва Renault Lodgy на новому і найбільшому в Африці заводі в м. Танжер. Після Марокко Renault відкриває завод в Алжирі.
Партнерство з автомобільною компанією Dongfeng ознаменувало початок промислової та комерційної історії в Китаї. З такими брендами, як Renault, Dacia, Renault Samsung Motors, а також Alpine і LADA, група Renault зарекомендувала себе справжнім міжнародним гравцем.
Одночасно з глобальною експансією компанії оновлено весь модельний ряд Renault.
- У 2010 р. на Паризькому автосалоні бренд презентував модель DeZir — концепт-кар, який започаткував еру нового дизайну автомобілів Renault. Чуттєвість і турбота — так описують французький дизайн Renault.
- З 2012 р. розпочалося виробництво лінійки електромобілів, включаючи модель Zoe.
- У 2016 р. Mitsubishi Motors увійшов до альянсу Renault-Nissan.

Надходження від діяльності Groupe Renault за підсумками 2017 р. зросли на 14,7 % і становили 58,770 млн. євро. Загальносвітові продажі автомобілів, вироблених групою, зросли на 8,5 % і становили 3,76 млн. пасажирських та легких комерційних автомобілів.

## Хронологія компанії

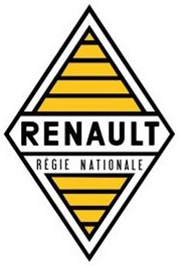
Логотип з 1946 по 1959 роки

Логотип з 1959 по 1972 роки

Логотип з 1972 по 1981 роки

Логотип з 2007 по 2015 роки

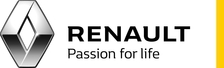
Логотип з 2015 по 2021 роки

Логотип з 2021 року

- 1898 — Луї Рено засновує компанію;
- 1943 — завод Рено у Біянкурі піддався нападу вермахту;
- 1944 — помер Луї Рено.
- 2008 — Renault купила блокувальний пакет акцій ОАО «АвтоВАЗ» (25 %).
- 2010 — На міжнародному автосалоні в Парижі Renault представляє DeZir: основоположника нового дизайну всіх автомобілів Renault.
- 2012 — Renault-Nissan уклав угоду про отримання контролю над АвтоВАЗом шляхом купівлі пакету 67,13 % акцій компанії за 750 млн доларів.
- 2016 — Mitsubishi Motors увійшов до альянсу Renault-Nissan.

## Трофеї

### Європейський автомобіль року
Рено виграв вісім разів приз Європейський автомобіль року.
- 1966 — Renault 16
- 1982 — Renault 9
- 1991 — Renault Clio
- 1997 — Renault Scénic
- 2003 — Renault Mégane
- 2006 — Renault Clio
- 2024 — Renault Scénic E-Tech
- 2025 — Renault 5 E-Tech

Інші моделі Рено завершували змагання або другими, або третіми:
- 1970 — Renault 12
- 1972 — Renault 15/17
- 1973 — Renault 5
- 1976 — Renault 20/30
- 1985 — Renault 25
- 1993 — Renault Safrane
- 2002 — Renault Laguna

### Автомобіль року Autobest
У конкурсі «Autobest» голосує п'ятнадцять країн: Україна, Росія, Болгарія, Хорватія, Чехія, Кіпр, Македонія, Угорщина, Польща, Румунія, Сербія, Словаччина, Словенія, Туреччина і Мальта. Члени журі вибирають за 13 критеріями, серед яких є витрата палива, універсальність, просторість, дизайн та ін.
- 2005 — Renault Logan
- 2009 — Renault Symbol II
- 2011 — Renault Duster

### Автомобіль року в Іспанії
- 1973 — Renault 5
- 1979 — Renault 18
- 1983 — Renault 19
- 1987 — Renault 21
- 1989 — Renault 9
- 1991 — Renault Clio
- 1994 — Renault Twingo
- 1995 — Renault Laguna
- 1997 — Renault Mégane

## Участь автомобілів Renault у спортивних змаганнях
Renault — марка з великою спортивною історією. У Formula-1 Renault бере участь вже протягом 40 років. У 1977 році компанія здійснила справжню революцію в чемпіонаті, представивши технологію турбонаддування, яка незабаром стала технологічним стандартом для цього виду спорту. З тих пір Renault взяла участь у більше ніж 600 Гран-прі, вигравши 168 гонок, 12 Кубків конструкторів і 11 чемпіонських титулів.

## Склад акціонерів
Найбільша частина акцій зосереджена в руках приватних власників (57,73 %). Найбільшим (контрольним) пакетом акцій володіє уряд Франції в лиці Агенції державних запозичень, яка володіє 15,01 % акцій і має право вирішального голосу, а тому Groupe Renault умовно можна назвати «державним підприємством». Другою за кількістю акцій є компанія-представник Nissan у Франції «Nissan Finance», яка володіє 15,00 % акцій, однак, вона не має вирішального голосу через те, що у цій компанії частка французького капіталу є суттєвою. Загалом, список основних акціонерів виглядає наступним чином:
| Власники акцій: - Уряд Франції - Nissan Finance - BlackRock - Daimler AG - Фондовий самоконтроль - Працівники | Частка, % 15,01 15,00 4,96 3,10 2,17 2,03 |

## Основні виробники транспортних засобів марки «Renault»

### У Франції

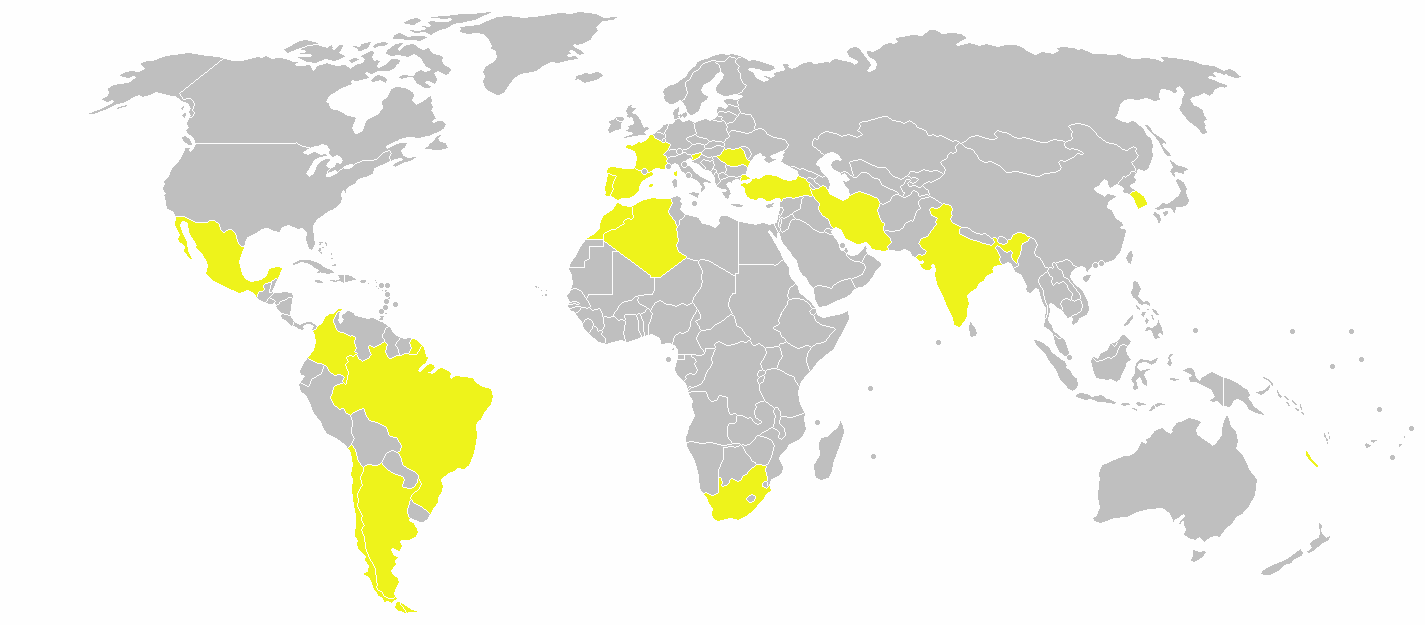
Країни, в яких розташовані заводи Renault

- Франція: Renault S.A.S.. Штаб-квартира в м. Булонь-Біянкур (передмістя Парижа). Заводи у:
  - м. Булонь-Біянкур (пасажирські та легкі комерційні транспортні засоби);
  - м. Мобеж (легкі комерційні транспортні засоби);
  - м. Сандувіль (пасажирські та легкі комерційні транспортні засоби);
  - м. Гіянкур (легкові автомобілі, дизайнерський центр);
  - м. Флен-сюр-Сен (легкові автомобілі);
  - м. Дуе (пасажирські та легкі комерційні транспортні засоби);
  - м. Дьєпп (Clio IV, Alpin);
  - м. Плене-Жугон (причепи);
- Франція: Renault Trucks S.A.. Штаб-квартира та завод у м. Сен-Прієст (спеціалізовані транспортні засоби).
- Франція: Renault Vehicules Industriels. Штаб-квартира та завод у районі Ла-Пар-Дьє м. Ліон (спеціалізовані транспортні засоби).
- Франція: Renault Trucks Defense. Штаб-квартира у м. Версаль. Заводи у:
  - м. Сен-Назер (автобуси, вантажівки, легкі комерційні автомобілі, фургони, причепи);
  - м. Версаль (автобуси, легкові автомобілі);

### В інших країнах
- Австралія: Renault (Australia) Pty Limited. Штаб-квартира та завод у м. Хейделберг (передмістя Мельбурна), штат Вікторія. (Виробництво автомобілів «Renault» припинено у 1981)
- Мексика: Renault De Mexico SA de CV. Штаб-квартира у м. Мехіко (район Чапультепек). Заводи у:
  - м. Мехіко (район Чапультепек);
  - м. Аґуаскальєнтес, штат Аґуаскальєнтес
- Аргентина: Renault Argentina SA. Штаб-квартира у м. Буенос-Айрес. Завод у м. Кордова (Санта Ізабель), провінція Кордова
- Бразилія: Renault Do Brasil Automoveis SA. Штаб-квартира у м. Сан-Жозе-дус-Піньяйс, штат Парана. Заводи у:
  - м. Сан-Жозе-дус-Піньяйс, штат Парана (виробничий комплекс ім. Айртона Сенни; завод Renault-Nissan);
  - м. Сан-Паулу (Дизайнерський центр Латинської Америки), штат Сан-Паулу
- Колумбія: Sofasa SA. Штаб-квартира та завод у м. Енвіґадо, департамент Антіокія
- Марокко: Renault Trucks. Штаб-квартира та завод у м. Касабланка район Аїн-ас-Сабах
- Марокко: SOMACA. Штаб-квартира та завод у м. Касабланка район Аїн-ас-Сабах
- ПАР: Nissan SA (Pty) Ltd. Штаб-квартира та завод у м. Росслін (провінція Ґаутенг)
- Південна Корея: Renault Samsung Motors Co, Ltd. Штаб-квартира та завод у м. Кансогу (Пусан)
- Індія: Renault Nissan Automotive India Pvt Ltd. Штаб-квартира та дизайнерський центр у м. Мумбаї, штат Махараштра. Заводи у:
  - м. Ченнаї, промисловий район Ораґадам, штат Тамілнад;
  - м. Канчіпурам, штат Тамілнад
- Індія: Renault India Private Limited. Штаб-квартира та завод у м. Шріперумбудур, штат Тамілнад.
- Туреччина: Oyak Renault Otomobil Fabrikaları A.Ş.. Штаб-квартира та завод у м. Бурса, іл Бурса.
- Велика Британія: Renault Vi United Kingdom Ltd. Штаб-квартира і завод у м. Данстабл, графство Бедфордшир.
- Португалія: Renault Protuguesa SARL. Штаб-квартира у м. Лісабон. Заводи у:
  - м. Сетубал, адміністративний округ Сетубал;
  - м. Касія, адміністративний округ Авейру
- Румунія: Dacia. Штаб-квартира та завод у м. Пітешті, жудець Арджеш
- Іспанія: Renault Vehiculos Industriales. Штаб-квартира у м. Мадрид. Заводи у:
  - м. Вальядолід, провінція Вальядолід;
  - м. Паленсія, провінція Паленсія;
  - м. Севілья, провінція Севілья
- Росія: Avtoframos. Штаб-квартира та завод у м. Москва (раніше завод АЗЛК). (Виробництво автомобілів «Renault» припинено у 2022)
- Росія: АвтоВАЗ. Штаб-квартира та завод у м. Тольятті. (Виробництво автомобілів «Renault» припинено у 2022)
- Фінляндія: Sisu Auto Trucks Oy. Штаб-квартира у м. Расеборг (містечко Кіріяа), провінція Уусімаа. Завод у м. Гямеенлінна, провінція Канта-Хяме
- Словенія: Revoz. Штаб-квартира та завод у м. Ново Место

## Модельний ряд Renault
Докладніше: Модельний ряд Renault

## Renault в Україні
1.1 У 2000 році бренд Renault в Україні розпочав свою активну діяльність з невеликого осередку співробітників та перших 5 дилерів.
На сьогодні компанія Renault нараховує 35 дилерських центрів у 26 містах, де на них працює понад 1 000 чоловік.
Renault в Україні пропонує широкий модельний ряд легкових автомобілів та комерційних автомобілів, а з 2018 року — електромобілі. З 2015 року бренд Renault утримує лідерство на українському автомобільному ринку.

### Ставлення компанії до повномасштабного вторгнення Росії в Україну
23 березня 2022 р. Група Renault повідомила про зупинку промислової діяльності в Росії.
16 травня 2022 р. рада директорів Групи Renault одноголосно схвалила підписання угод про продаж 100% акцій Групи Renault компанії Renault Росія компанії «Москва-Сіті» та її 67,69% акцій «АВТОВАЗ» НАМІ (Центральному науково-дослідницькому автомобільному і автомоторному інституту).
Усі моделі Renault, які продаються в Україні, постачаються із європейських заводів та заводів Туреччини, Марокко, Кореї. Виключення становила модель Renault Arkana, яка збиралася на заводі ЗАЗ з комплектуючих, імпортованих з Росії, в рамках проекту крупновузлової збірки автомобілів. З початком повномасштабного вторгнення і цю співпрацю було зупинено.

### Модельний ряд Renault в Україні
- Captur [Архівовано 7 серпня 2018 у Wayback Machine.]
- Dokker [Архівовано 7 серпня 2018 у Wayback Machine.]
- Dokker Van [Архівовано 7 серпня 2018 у Wayback Machine.]
- Duster [Архівовано 7 серпня 2018 у Wayback Machine.]
- Kadjar [Архівовано 7 серпня 2018 у Wayback Machine.]
- Koleos [Архівовано 7 серпня 2018 у Wayback Machine.]
- Lodgy [Архівовано 7 серпня 2018 у Wayback Machine.]
- Logan MCV [Архівовано 7 серпня 2018 у Wayback Machine.]
- Logan Sedan [Архівовано 7 серпня 2018 у Wayback Machine.]
- Master [Архівовано 7 серпня 2018 у Wayback Machine.]
- Megane [Архівовано 7 серпня 2018 у Wayback Machine.]
- Sandero [Архівовано 7 серпня 2018 у Wayback Machine.]
- Sandero Stepway [Архівовано 7 серпня 2018 у Wayback Machine.]
- Trafic [Архівовано 7 серпня 2018 у Wayback Machine.]

## Електромобілі Renault
- KANGOO Z.E. [Архівовано 7 серпня 2018 у Wayback Machine.]
- ZOE